# Liči čínské
Liči čínské (Litchi chinensis), také známé pod jménem dvouslivák lahodný, je jediný zástupce rodu liči (Litchi) z čeledi mýdelníkovité (Sapindaceae). Jeho ovoce je známo jako liči. Původem je z Asie, z Číny a Indočíny. Liči čínské je nejznámější zástupce čeledi mýdelníkovitých poskytujících jedlé plody.

## Charakteristika
Liči je plodem stálezeleného majestátního stromu, který může dorůstat 15–20 m a dožít se i přes 200 let. Pro snazší sběr ovoce se však udržuje řezem na výšce okolo 6–10 m. List je poněkud kožovitý, mladé listy mají načervenalou barvu, starší jsou tmavě zelené na svrchní a šedozelené na spodní straně.
Samosprašné květy jsou nahloučené ve velkých květenstvích, mají zelenobílé nebo žlutobílé až nažloutlé květy a drobné tyčinky. Stromy kvetou a rodí na konci větviček, které se při sklizni odlamují. Opylení zajišťuje hmyz, převážně včely. Silné deště a dlouhé mlhy při kvetení pyl poškozují. Ze všech opylených květů se plody nevyvíjejí a některé plody mají zakrslé semeno.
Plody peckovice visící v nápadných shlucích jsou jahodově červené, narůžovělé nebo oranžové, některé mají zelenavý nádech. Jsou oválného, kulatého nebo srdčitého tvaru. Oválné plody mívají v průměru 2,5 cm a na délku 4 cm. Uvnitř je lesklé, tvrdé nepoživatelné semeno velikosti fazole, které je obaleno slonově bílým, narůžovělým nebo namodralým voňavým a šťavnatým skelným míškem, od něhož se semeno snadno oddělí. Právě tato dužnatá vrstva je důvodem, proč se liči pěstuje. Nejžádanější jsou plody se zakrslým semenem, ty mají větší obsah chutné dužiny.
Ovoce zraje od července do října, dozraje asi 100 dnů poté, co strom kvetl. U přezrálých plodů je dužina hnědá až povidlová. Slupka plodu (epikarp) je tenká, pevná a má bradavičnatý povrch, ze zralého plodu ji lze lehce sloupat.

## Systém
Rozlišujeme tři poddruhy, které vznikly samovolným vývojem v oddělených regionech.
- Litchi chinensis Sonnerat subsp. chinensis,
- Litchi chinensis Sonnerat subsp. philippinensis Leenhouts,
- Litchi chinensis Sonnerat subsp. javensis Leenhouts,

Podrobnější třídění je na několik desítek kultivarů, jen v samotné Číně jich odborníci uznávají nejméně 15.

## Použití

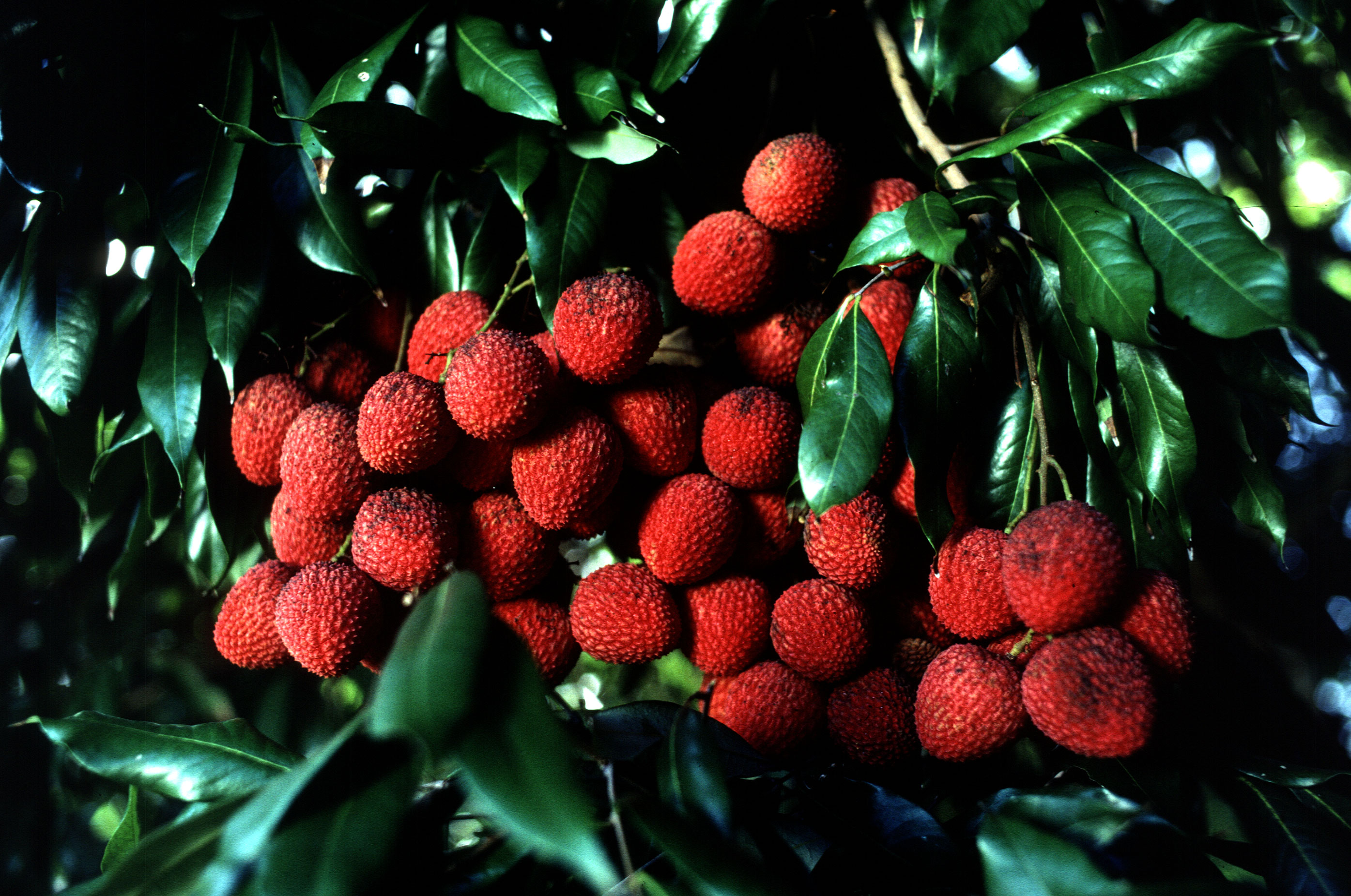
Plody

Sušené plody liči se často nazývají čínskými švestkami a konzervované plody čínskými jahodami nebo jablky. Liči se konzumuje čerstvé, kompotované nebo sušené. Slupku s drsným povrchem před konzumací nutno oloupat, bílá dužina má lahodnou chuť, která bývá popisována různě.
Čerstvé liči udrží barvu a kvalitu maximálně 5 dnů po otrhání, proto se kompotuje nebo suší. Ovoce se kompotuje oloupané, je nakládáno do sladkého nálevu s obsahem kyseliny vinné a kyseliny citrónové. Pro vývoz a pultový prodej se neoloupané liči suší, napřed se blanšíruje, pak se namáčí do disiřičitanu draselného a kyseliny citronové a nakonec se suší na slunci nebo elektricky. Sušené plody, v Asii velice oblíbené, vydrží asi 5 roků. Také oloupaná liči nakládaná v cukru jsou významným čínským i indickým vývozním artiklem.
Plátky bílé šťavnaté dužiny lze podávat čerstvé jako dezert, podušené na másle a pomerančovém likéru jako náplň do palačinek i jako přílohu k masitým a rybím pokrmům. Nesmí se vařit, dužina zhoubovatí. Výborně se hodí k přípravě koktejlů. Plody oloupané a nakrájené na kousky jsou oblíbenou součásti zmrzlinových a ovocných pohárů.
O liči se traduje, že již ve staré čínské medicíně sloužilo k léčení kašle, žaludečních vředů, nádorů a zvětšených žláz. Peckám jsou připisovány analgetické účinky. Čaj ze slupek se užívá v Indií proti průjmům i proti neuralgickým bolestem. S výluhy z kůry, kořenů a květů probíhají v současné době ve Spojených státech laboratorní pokusy, mohou být využity při léčení některých nádorů.[zdroj⁠?!]

## Pěstování

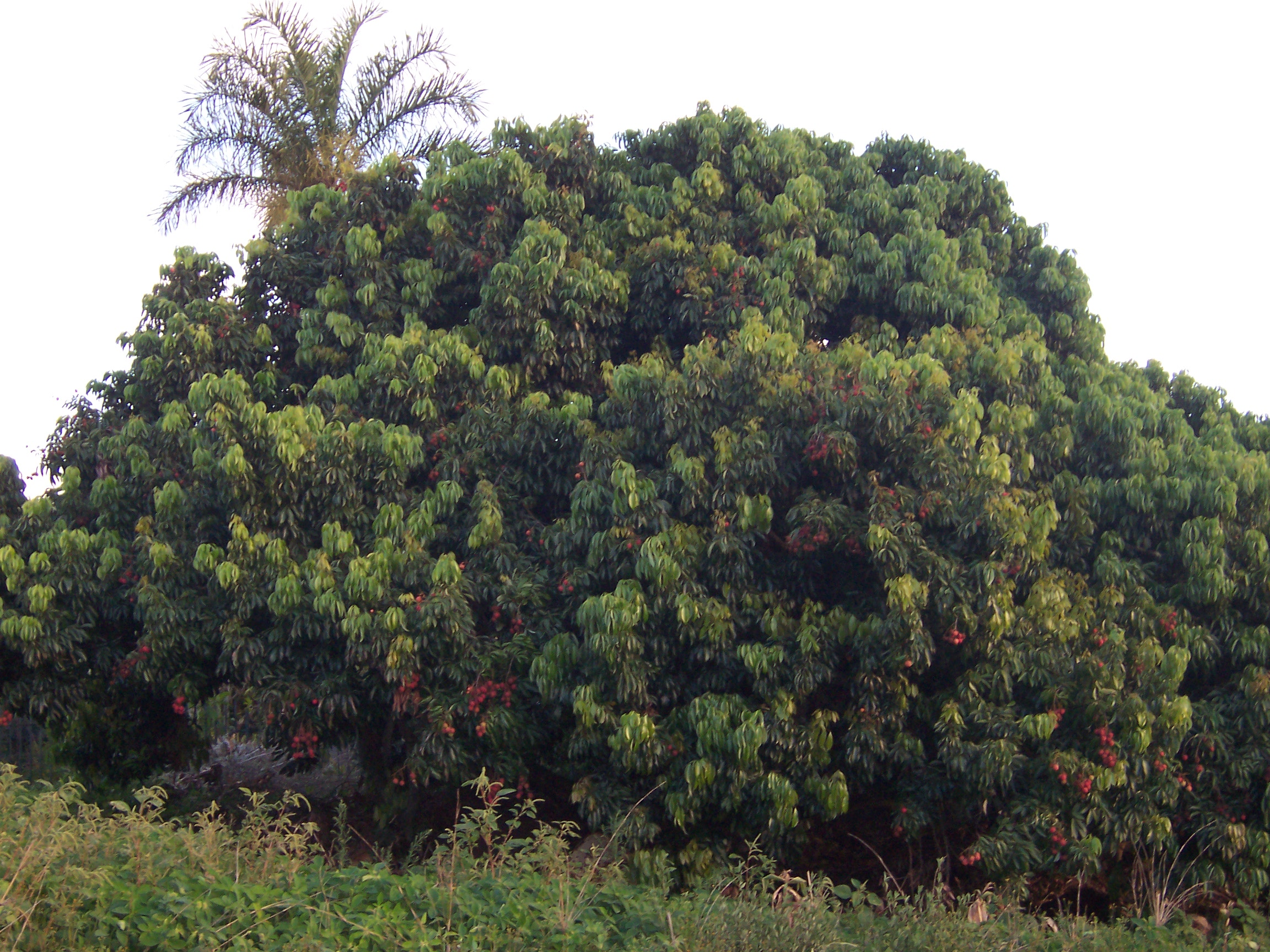
Plodící strom

Liči se pěstuje v zemích subtropického pásu, hlavně v celé jihovýchodní Asii, v Indii, na Srí Lance, ale také v jižní Africe, na Madagaskaru, v Brazílii, na Floridě, Havaji. Daří se mu zejména podél řek v hluboké aluviální (naplavené) půdě. Nejlépe roste v regionech, kde je léto mokré a teplé a zima chladná a suchá kvůli zimnímu vegetačnímu klidu. Teplota ale nemá klesnout pod bod mrazu. Plody se sklízejí pomoci dlouhých bambusových tyčí.
Množení ze semen nezaručuje druhovou věrnost, proto se vyrostlé semenáčky používají jako podnože nebo k dalšímu šlechtění. Navíc semenáčky velmi pozdě plodí, po 10 až 20 letech. Množení v pěstitelské praxi se provádí zakořeňováním bylinných řízků nebo roubováním na připravené podnože. Tradiční je také metoda obalení vybraného místa na větvi směsí jílu s rašelinou udržované v trvalé vlhkosti, do které část větve zakoření a pak se od stromu odřízne. Vysazuje se do sponu 12 m, ve stínu stromy neplodí.

## Průměrný obsah látek a minerálů

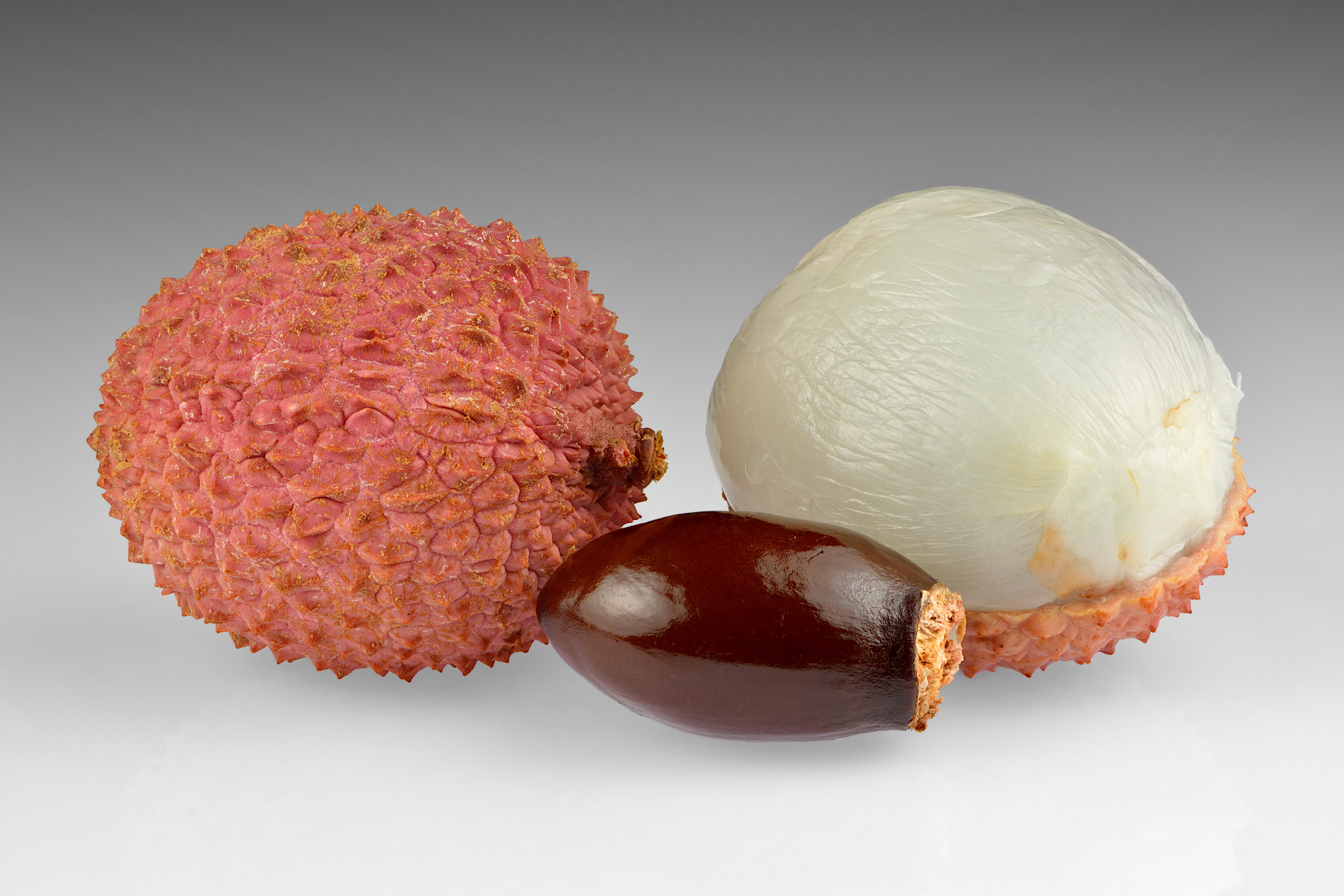

Tabulka udává dlouhodobě průměrný obsah živin, prvků, vitamínů a dalších nutričních parametrů zjištěných v plodech ličí.
| Složka          | Jednotka | Průměrný obsah | Prvek (mg/100 g) | Průměrný obsah | Složka (mg/100g) | Průměrný obsah |
| --------------- | -------- | -------------- | ---------------- | -------------- | ---------------- | -------------- |
| voda            | g/100 g  | 81,1           | Na               | 2              | vitamin C        | 8–45           |
| bílkoviny       | g/100 g  | 0,9            | K                | 75             | vitamin D        | 0              |
| tuky            | g/100 g  | 0,1            | Ca               | 4              | vitamin E        | -              |
| cukry           | g/100 g  | 14,3           | Mg               | 6              | vitamin B6       | -              |
| celkový dusík   | g/100 g  | 0,14           | P                | 12             | vitamin B12      | 0              |
| vláknina        | g/100 g  | 0,7            | Fe               | 0,7            | karoten          | 0,04           |
| mastné kyseliny | g/100 g  | stopy          | Cu               | 0,11           | thiamin          | 0,01           |
| cholesterol     | g/100 g  | 0              | Zn               | 0,2            | riboflavin       | 0,03           |
| energie         | kJ/100 g | 248            | Mn               | -              | niacin           | 0,3            |

Liči obsahuje toxin hypoglycin, konzumace na lačno může v některých případech vést k hypoglykemii